# 尼
尼（あま）、または尼僧（にそう）とは、20歳以上の未婚、もしくは結婚経験があっても沙弥尼（しゃみに）の期間を経て出家した女性のこと。比丘尼（びくに）とも呼ばれる。キリスト教の修道女(en:Nun)の訳語として尼が当てられることがあるが、本来は比丘尼 （サンスクリット：bhikṣuṇī） のことであり、男子の出家修行者（比丘=びく）に対して、女性の出家修行者をいう。 
女性が髪を肩のあたりで切ることやその髪型を尼削ぎ（あまそぎ）というが、そのような髪形の童女を尼という場合がある。また近世以降少女または女性を卑しめて呼ぶときにも尼という語を用いた。
「あま」という日本語の読みは母や女性一般を意味するパーリ語のアンマー(ammā)から来たと言われる。

## 歴史
最初の比丘尼は釈迦の養母の摩訶波闍波提 （まかはじゃはだい、mahāprajāpatī）と500人の釈迦族の女性たちであった。
釈迦ははじめ女性の出家を許さなかったが、彼女たちの熱意と阿難(あなん、アーナンダ)のとりなしによって、比丘を敬い、罵謗したりしないなど8つの事項（八敬法）を守ることを条件に、女性の出家を認めたという（ただし、釈迦が女人の出家を躊躇ったとの逸話は原始仏典との矛盾が多く、後世に付加されたものである可能性が高い）。これにより釈迦の元妻である耶輸陀羅（やしょたら、ヤソーダラー）、大迦葉(だいかしょう、マハー・カッサパ)のかつての妻である妙賢（バッダー・カピラーニー）、ビンビサーラ王の妃であった差摩（さま、ケーマー）、蓮華色比丘尼（ウッパラヴァンナー）など次々と出家し尼僧集団が形成された。

## 日本の尼
日本では一般に、出家得度して剃髪し染衣を着け、尼寺にあって修行する女性を指す。尼法師、尼御前（あまごぜ）、尼前（あまぜ）などと呼ばれた。在家のままで形だけ剃髪した者を尼入道（あまにゅうどう）、尼女房（あまにょうぼう）と言った。
日本最初の尼は、584年に蘇我馬子が出家させた司馬達等の娘・善信尼ら3人である。彼女たちは百済に渡って戒法を学び、590年に帰国して、桜井寺に住した。仏教伝来の当初、尼は神まつりする巫女と同じ役割を果たしたと思われる。741年（天平13年）、聖武天皇の発願で国分寺が諸国に設けられたが、同時に国分尼寺も置かれた。しかし、鎮護国家の思想が強まるにつれて僧侶の持戒を重んじる立場から、尼を含めて女性が仏教に接することを厭う風潮が生まれた。そのため、尼に対する授戒は拒絶され、当時大勢の尼が存在しながら、仏教界においては僧侶としては否認されるという扱いが長く続く事になる。これに対して淳和天皇の皇后であった正子内親王が女性のための戒壇（尼戒壇）を作ろうとするが反対に遭って果たせず、一条天皇の中宮であった藤原彰子（藤原道長の娘）が自身の出家を機に道長が建てた法成寺に尼戒壇を設置した（万寿4年（1027年））が、同寺の荒廃とともに失われた。中世には貴族出身者は「さげ尼」と称して、髪を肩の辺りで削いで「尼」となることができた（勿論、授戒が受けられないために正式な尼にはなれない）。それ以降この風習が一般に広まり、夫と死別したり、離婚したり、老婆となった時など、姿かたちだけ「尼」となった。源頼朝妻の北条政子は落飾後に藤原頼経の後見として権勢を振い、「尼将軍」と呼ばれた。
鎌倉仏教は、従来の女性軽視の立場を反省し、女性の救済を説いたが、法然は、当時愚か者の代名詞の観すらあった尼入道に深い理解を示した。また、叡尊もかつての国分尼寺の総本山であった法華寺再興の際に同寺に尼戒壇を設置した（建長元年（1249年））。彼の真言律宗の布教の影響によって次第に女性への受戒が許容されるようになり正式な尼が現れた。鎌倉・室町時代には、京都・鎌倉に尼五山が定められた。
民間の巫女は修験の山伏と夫婦になって祈祷や託宣を行ったが、剃髪の風習が巫女にも及び、修験巫女は比丘尼とよばれた。このような比丘尼は各地を遊行し、これを背景に八百比丘尼の伝説が生まれた。
熊野信仰を各地に広めた熊野比丘尼は六道図や熊野那智参詣曼荼羅などを絵解きし、江戸時代に入ると宴席にはべる歌比丘尼となり、売春婦に転落するものもいた。
尼は日本仏教のほぼ全ての宗派に置かれたが明治維新以降は儒教的な家父長制の価値観が旧武士階層以外にも広まり、これに加えて国粋主義も台頭した昭和期には日蓮正宗のように尼を廃止した例もある。

## 中国の尼

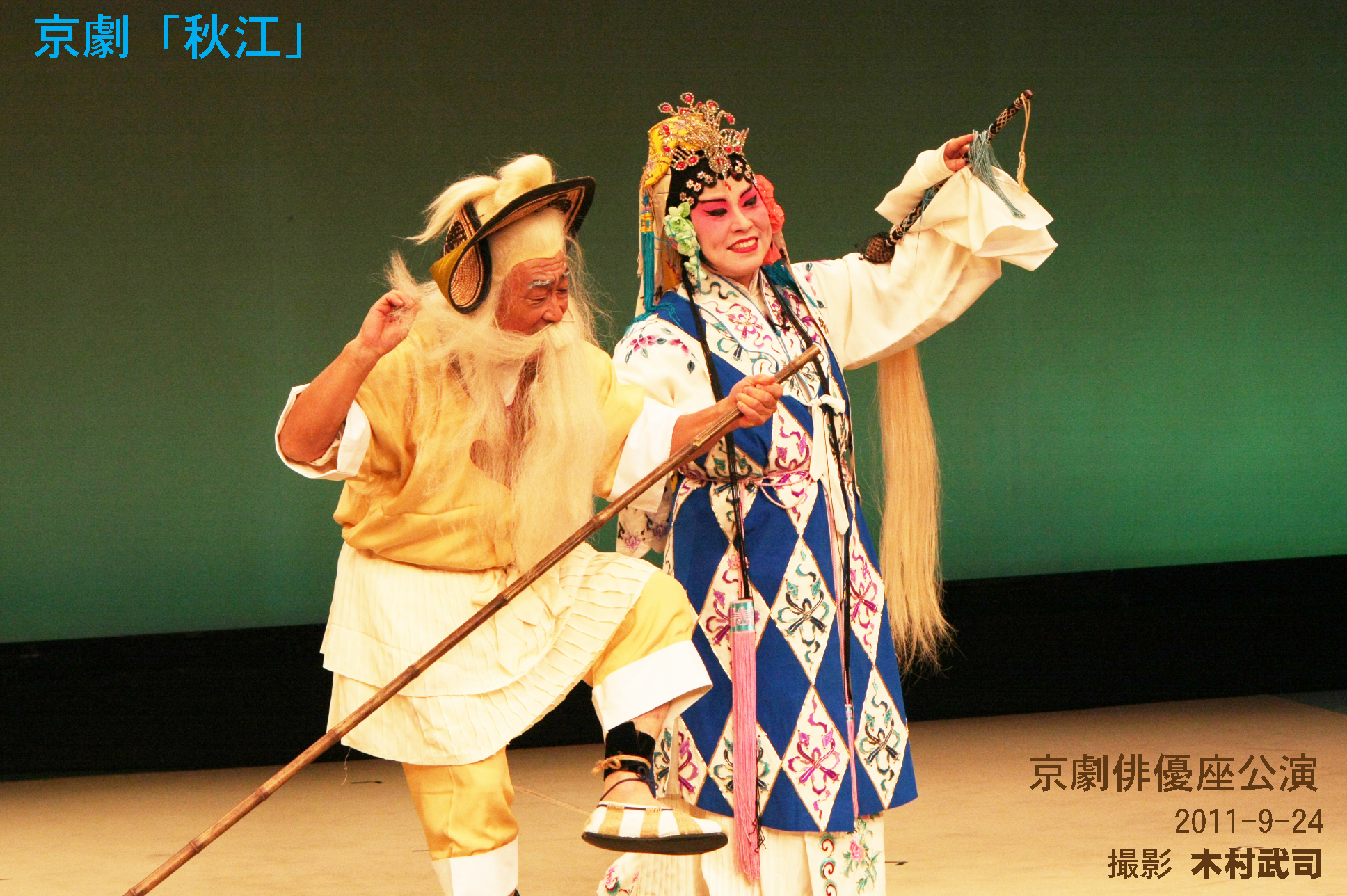
京劇「秋江」のヒロインである道教の尼僧(右)。実際の道姑より扮装は華やかである。撮影：木村武司

中国では儒教・仏教・道教を「三教」と呼ぶ。仏教の尼僧は「尼姑」「比丘尼」等と呼ばれ、日本と同様に剃髪する。道教の尼(女性の道士)は「道姑」「坤道」などと呼ばれ、髪を伸ばし独特の結いかたをする。中国の演劇や映画、ドラマに登場する尼は、演出の都合上、実際の尼と化粧や衣装がかなり違うことが多いので注意を要する。史上、実在した有名な道教の尼としては、唐代の玄宗皇帝の二人の妹金仙・玉真公主、玄宗の妃となるに先だって出家させられた楊太真（楊貴妃）、および女流詩人・魚玄機などがいる。